# Oostburg

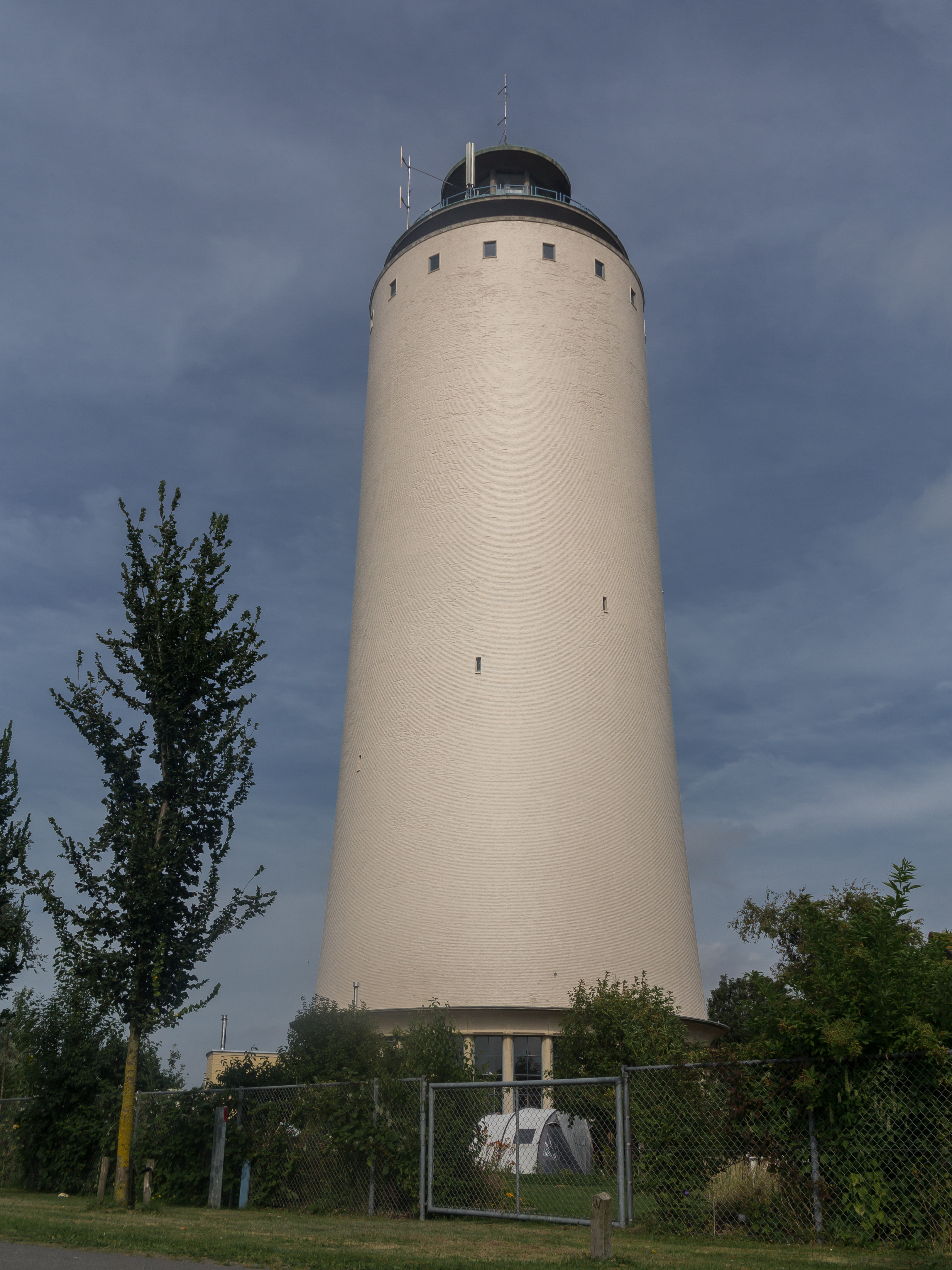
Château d'eau

Oostbourg (en néerlandais : Oostburg) est un village appartenant à la commune néerlandaise de L'Écluse, situé dans la province de la Zélande. En 2012, le village comptait 4 740 habitants.
Oostburg fut une commune indépendante jusqu'en 2003 ; en cette année, la commune a fusionné avec la commune de Sluis-Aardenburg pour former la nouvelle commune de L'Écluse. Oostbourg est le chef-lieu officiel de la commune de L'Écluse.